# Johannes Hassenpflug
Johannes Hassenpflug (* 9. August 1755 in Dorheim; † 9. Juli 1834 in Kassel) war ein hessen-kasselischer Verwaltungsbeamter aus der Familie Hassenpflug.

## Leben

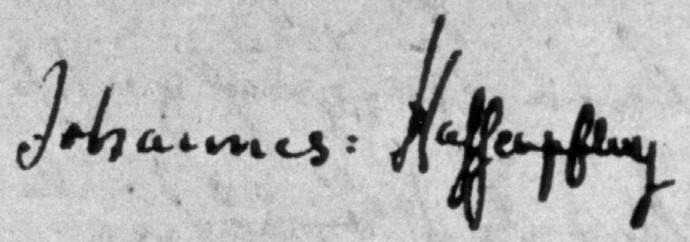
Unterschrift von Johannes Hassenpflug

Die Familie von Johannes Hassenpflug stammte seit mehreren Generationen aus der Grafschaft Hanau. Er war seit 1788 verheiratet mit Marie Magdalena Dresen (* 28. September 1767 in Hanau; † 19. Dezember 1840 in Kassel), die aus einer in Hanau ansässigen hugenottischen Emigrantenfamilie stammte. Aus der Ehe gingen fünf Kinder hervor, darunter die vier Töchter Marie, Maria Susanna, Johanna und Amalie. Berühmt wurde der einzige Sohn, der spätere kurhessische Innen- und Justizminister Ludwig Hassenpflug (1794–1862), der 1822 Charlotte Grimm, die Schwester der Brüder Grimm, heiratete. Die Tochter Amalie Hassenpflug (1800–1871) wurde der Nachwelt als Freundin von Annette von Droste-Hülshoff bekannt, die Tochter Marie Hassenpflug als Zuträgerin zur Sammlung der Kinder- und Hausmärchen der Brüder Grimm.
Johannes Hassenpflug war hochkonservativ eingestellt und ein entschiedener Gegner der Französischen Revolution. Als Jurist wurde er zunächst Advokat, war dann ab 1787 im Dienst der Landgrafschaft Hessen-Kassel tätig. Hier hatte er zunächst verschiedene Ämter in der Grafschaft Hanau inne, war Vorsteher des Amtes Altenhaßlau und wurde 1789 Schultheiß der Hanauer Neustadt. Er wird als Mitglied der 1778 gegründeten Hanauer Freimaurerloge Wilhelmine Caroline genannt.
Nach neun Jahren wurde er 1798 als Advocatus Fisci (Staatlicher Vertreter bei zivilrechtlichen Streitigkeiten) in die Landeshauptstadt Kassel berufen, und ab 1802 war er dort Regierungsrat. In der westphälischen Zeit war er Richter am Appellationsgericht. 1815/16 wurde er Landtagskommissar beim konstituierenden Landtag und 1821 Regierungsdirektor in Kassel. Seine Karriere beendete er als Regierungspräsident (seit 1831) von Kassel.